# Hylarana grisea
Hylarana grisea är en groddjursart som först beskrevs av Van Kampen 1913.  Hylarana grisea ingår i släktet Hylarana och familjen egentliga grodor. IUCN kategoriserar arten globalt som otillräckligt studerad. Inga underarter finns listade i Catalogue of Life.